# Jönköping (1895)
Jönköping var en segelskuta och ett lastfartyg som när det förliste 1916 utanför Raumo i Finland var fullastad med champagne, vin och konjak. Av den anledningen har hon också fått namnet Champagnevraket. Fartyget torpederades av en tysk ubåt under första världskriget då hon för tionde gången det året korsade Östersjön på sin väg till Finland.

## Fartyget
Skeppet Jönköping var en skonare av typen galeas, som byggdes och sjösattes 1895 i Sjötorp vid Vänern. Förutom segel hade fartyget en maskin på 16 hk. Fartygets längd var 20 meter, bredden 7 meter och den totala höjden mellan kölen och översta masttoppen 20 meter. Manskapet bestod av fem man och kapten ombord var E.B. Eriksson.

## Förlisningen
Den 28 oktober 1916 lade Jönköping ut från Gävle mot sin destinationsort Raumo och i lastrummet under däck fanns den värdefulla lasten ordentligt packad. Faten med vin skulle till den finska riksbanken, medan konjak och champagne var ämnad till den ryska kejserliga armén. Med i lasten fanns dessutom material för räls, vilket troligen bidrog till att hon sänktes. Hon torpederades av kapten Foch på den tyska ubåten U22 den 3 november 1916 och hamnade på 64 meters djup, cirka 30 kilometer väster om den finska hamnstaden Raumo.

## Lasten
Galeasen Jönköping var lastad med 67 fat konjak (40 200 liter), 17 fat vin (5 780 liter) och 44 lådor à hundra flaskor champagne (3 300 liter) tillverkade 1907. Lastens värde uppskattades till mellan 100 och 500 miljoner kronor. Fartygets lastkapacitet låg på 90 ton och lasten vägde vid förlisningen 100 ton. Sex lådor champagne bärgades ganska omgående.
Långt senare bärgades 1997 ytterligare 2 400 flaskor champagne av märket "Heidsieck & Co Monopole Gôut Americain" och de första 24 flaskorna såldes på auktionsfirman Christie's i London för totalt 474 000 kronor. Priset för en flaska champagne året 2009 var 273 000 kronor och denna var av högsta kvalitet. Vinet och konjaken var däremot ej längre tjänligt efter alla sina år på sjöbotten.

## Vraket
Flera bärgningsförsök av skeppsvraket gjordes under förra seklets första hälft men misslyckades och allt glömdes bort tills det återupptäcktes 1997 av Peter Lindberg och hans dykarteam Ocean X Team. År 1998 gjordes det sista försöket att bärga vraket, men efter cirka tio timmar ovanför vattenytan kollapsade fartygskroppen. Därför togs lasten i all hast tillvara och skeppet fick sedan sjunka på nytt. I fallet ner mot havsbotten slogs vraket sönder i tusentals spillror som nu ligger kringspridda i dyn.